# José Francisco de Rada Burguete
José Francisco de Rada Burguete (Pamplona, 1746 - Pamplona, 19 de marzo de 1806). Hijo primogénito de los impresores Martín José de Rada (1751-1775) y de Josefa Burguete (1775-1787), se hizo cargo del negocio familiar a partir de la muerte de su madre y se mantuvo al frente del mismo durante 19 años hasta su fallecimiento en 1806.
Su gestión presenta un tono continuista en relación con las épocas en las que estuvo dirigido por su padre y, posteriormente, por su madre viuda. Este continuismo se explicaría en buena parte por la dependencia de los encargos del Hospital General de Pamplona, que constituyen el núcleo del trabajo. Se trata de obras periódicas, de poco volumen, de escasa complicación técnica y de importante difusión. 
Cabe apuntar que la calidad parece mejorar en relación con etapas precedentes y que el ritmo de trabajo es mayor, lo que se ha de entender como un síntoma de la consolidación del negocio, que se mantiene, por encima de diversas vicisitudes familiares y de los avatares de la Guerra de la Convención (1794-1795).

## Vida y familia
Es el primogénito del impresor Martín José de Rada y de Josefa Burguete, hija del también impresor Alfonso Burguete.  
Nació en Pamplona en 1746, fue bautizado en la parroquia de San Nicolás el 26 de noviembre de ese año, siendo madrina su abuela materna, María Francisca de Neira.
Su padre trabajaba como encargado de la imprenta de la abuela materna, la viuda de Alfonso Burguete.
José Francisco tuvo siete hermanos y fue padrino de los dos últimos, María Nicolás Antonio (1760)  y Nicolasa Josefa (1762).
Al enfermar su padre gravemente, en 1766, José Francisco, con 20 años, tuvo que hacerse cargo del negocio y cuando falleció, en 1775, continuó al frente del mismo, ahora bajo la titularidad de su madre. Finalmente tras la muerte de esta en 1787, pasó a ser propietario. A partir de esa fecha las publicaciones salen con su nombre aunque hacía 21 años que era efectivamente el responsable de las mismas.
En el taller, bajo sus órdenes, debió de trabajar su hermano José Remigio, pues en 1775 se notifica a este una orden del Consejo Real de Navarra dirigida a todos los impresores pamploneses.
Josefa Burguete, enferma, en 1784 hizo testamento en favor de José Francisco Rada, el hijo mayor y el que se había hecho cargo del negocio familiar. Le donó “toda la imprenta y demás correspondiente a ella” al tiempo que le impuso la obligación de compensar económicamente a los tres hermanos sobrevivientes.

## Matrimonio y vivienda
José Francisco debió de casarse con Tomasa Sanz y posteriormente, en 1791 con 45 años, con Micalea Sengáriz, unos seis años más joven. Residió en el barrio de San Saturnino, mientras que sus padres habían vivido en el de San Nicolás.

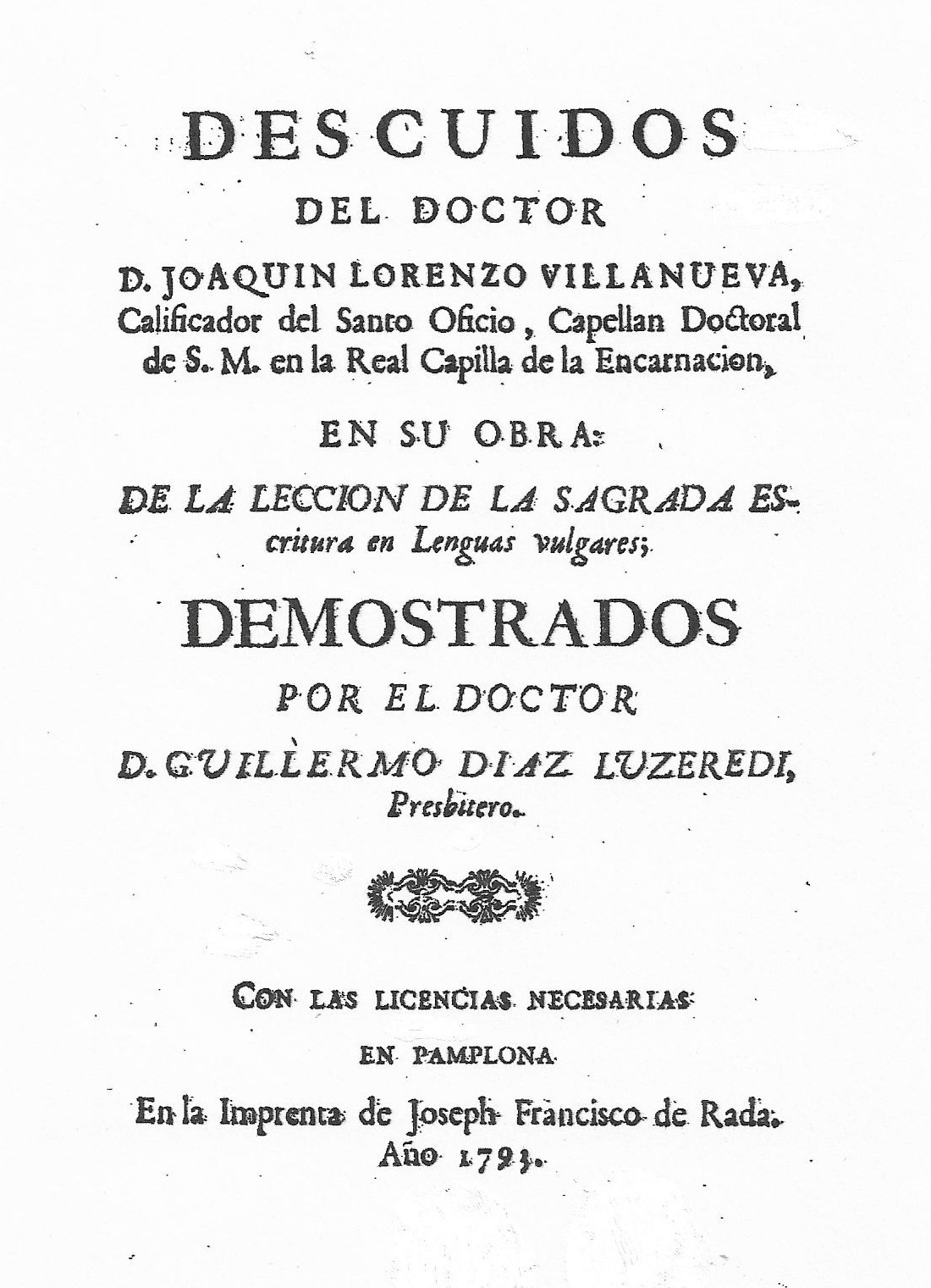
Impreso polémico sobre la traducción de la Biblia "en lenguas vulgares" (1793)

En el censo de 1796 aparece en la casa 39 de ese barrio con su esposa, sin hijos y con dos criadas, Manuela Muniain, de 24 años, y Antonia Fernández, de 18; además, se recoge la presencia de Benito Navarro, de 43 años, diputado en Cortes por la ciudad de Viana para asistir a la asamblea iniciada en Pamplona en 1794. En este mismo inmueble aparece como “casero” Antonio Barangot, fabricante de naipes del Hospital General, que aquí reside con su familia.

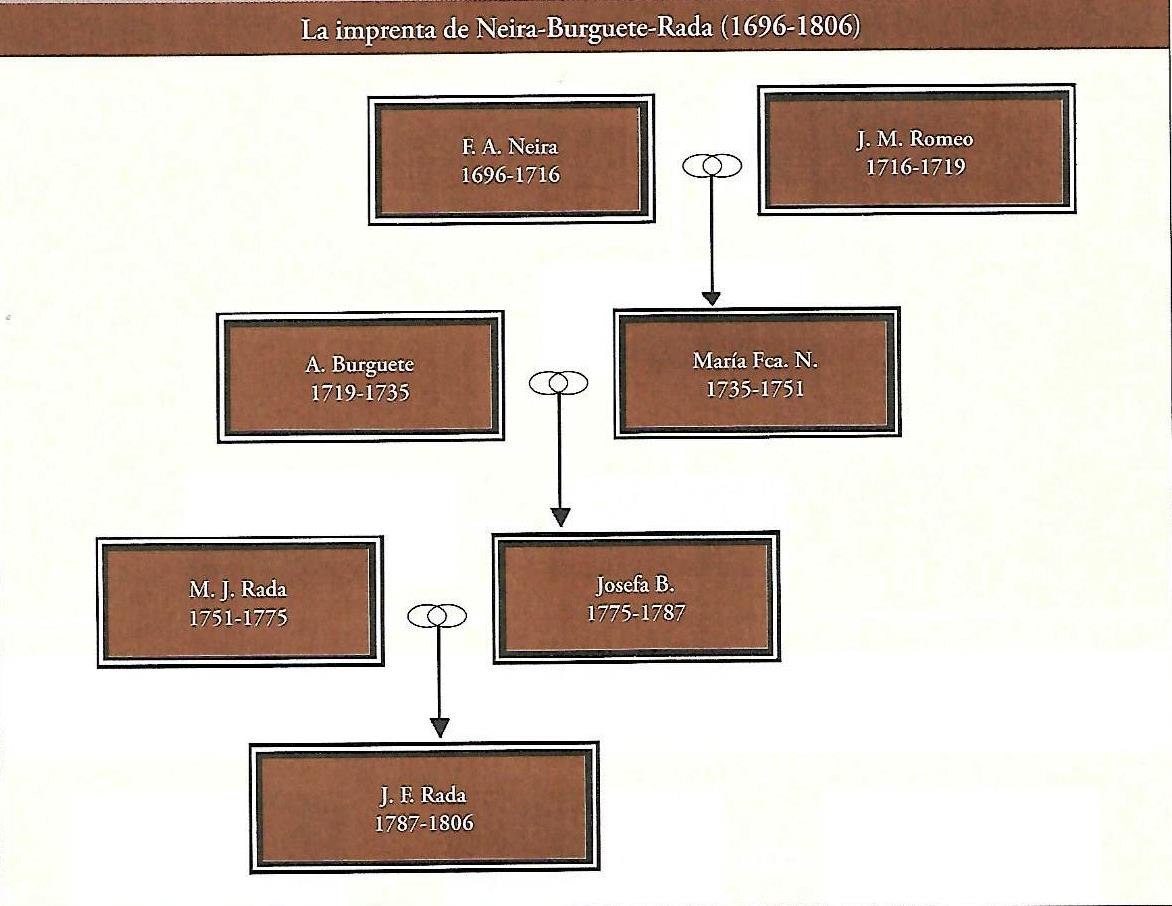
Titulares de la imprenta Neira-Rada (1696-1806)

Su situación económica parece satisfactoria como se desprende de la contribución extraordinaria impuesta con motivo de la Guerra de la Convención (1793-1795) que le asigna como “librero” la aportación de cuatro reales, la habitual de los medianos comerciantes; mientras que a los artesanos modestos les había correspondido dos.

## Muerte (1806)
La actividad de José Francisco Rada rebasa el siglo XVIII y se adentra en la primera década del siguiente. Muere el 19 de marzo de 1806 y es enterrado en su parroquia de San Saturnino, en la sepultura de sus padres. 
El 7 de enero de ese año había hecho testamento de hermandad con su esposa Micaela Sengáriz en el que hicieron constar: "No tenemos noticia de estar debiendo cosa alguna, ni tampoco tenemos créditos anuestro favor". El acta de defunción señala que tenía 56 años cuando, en realidad, serían 59.
Su viuda continuará con el negocio hasta 1823 aproximadamente. Vivió en el número 78 de calle Descalzos  y, al no tener descendencia, le sucedió  su sobrino Francisco Erasun y Rada.

## Producción de libros (1788-1806)
Desde que toma posesión del taller familiar en 1788, tras la muerte de su madre, hasta 1806, fecha de su fallecimiento, ofrece un total de 39 libros impresos a lo largo de 19 años, lo que representa la considerable media de dos anuales y casi el cuatro por ciento de la producción navarra en el Setecientos. 
Su ritmo de trabajo es regular con una media de dos libros anuales, con la única excepción de los años 1796 y 1803 en los que no sale a la luz ninguno y que contrasta con 1797, cuando imprime cinco, y 1793 y 1802 con cuatro.
Mantiene la orientación que había tenido la imprenta en tiempos de su padre y cuando, posteriormente, estuvo a cargo de su madre. Buena parte de los trabajos son publicaciones anuales litúrgicas, como Ordo recitandi officium divinum –coloquialmente llamado "Gallofa" o "Añalejo", por su periodicidad—, que regularmente le encarga el Hospital General, que tiene el privilegio de su venta. 
| Producción de libros de la imprenta de José Francisco de Rada |
| ------------------------------------------------------------- |
|                                                               |

## Características de su producción de libros
La importancia excepcional que adquieren las reediciones, que constituyen el 78 por ciento, viene marcada por la presencia de las "gallofas", catecismos y cartillas escolares; en definitiva, obras menores editadas reiteradamente por el Hospital General de Pamplona que las vendía en régimen de monopolio.

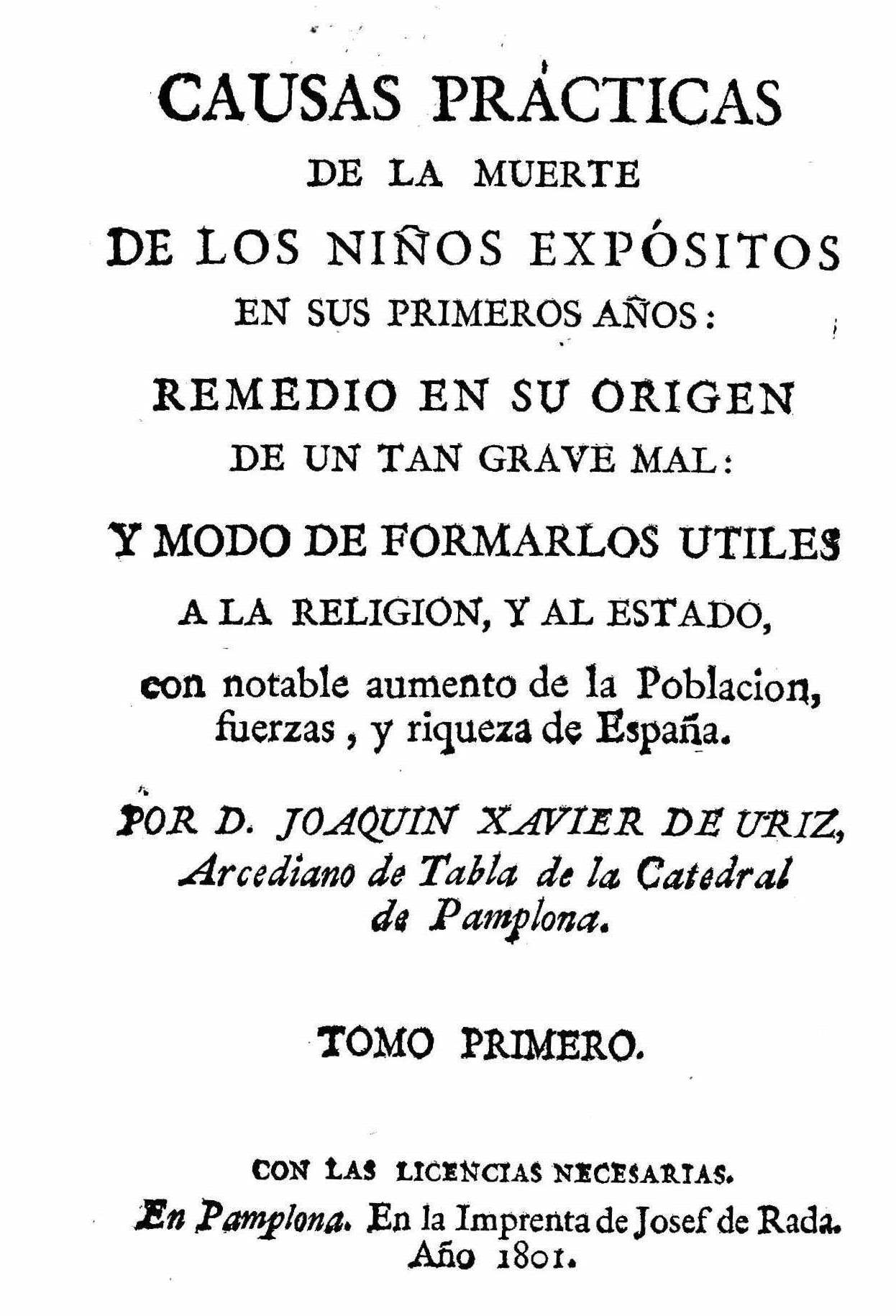
Portada con tipografía neoclásica (1801)

En cuanto a la distribución temática, la fuerte presencia de las obras litúrgicas y de devoción, que suponen el 66 por ciento, se refuerza todavía más con los títulos del capítulo de Derecho que en su totalidad pertenecen al canónico y, de manera especial, a las reglas de los capuchinos. En cuanto a la Literatura, se agota en la publicación de gramáticas escolares. No se conocen títulos de Historia, Ciencias o Técnica, lo cual constituye un hecho excepcional entre sus colegas de la capital navarra, que, en principio, ofrecen un catálogo más diversificado.
Predominan las obras en latín, que casi representan dos terceras partes del total. El resto de la producción está en castellano, en el que se publican los estatutos y reglas de asociaciones religiosas. 
El 40 por ciento de las publicaciones es de formato pequeño, por debajo del cuarto, lo que concuerda con el tipo de ediciones predominantes en el taller, concentrado en la impresión de obras de gran difusión, poca paginación y bajo precio. 
En concordancia con la hegemonía de publicaciones de formato pequeño y de amplia difusión, se encuentra el hecho de que prácticamente la mitad tiene paginación reducida, por debajo de cien páginas. 
La calidad técnica es aceptable y desde el punto de vista estético recoge las pautas del neoclasicismo tipográfico. Solamente dos trabajos de los 27 calificados tienen nivel deficiente, aunque también se ha de tener presente que ninguno goza de la calificación de excelente, en buena parte porque los encargos recibidos no requerían un cuidado extraordinario. De cualquier manera, estas ediciones, en conjunto, ofrecen una calidad superior a las del taller en la etapa precedente, la que correspondió a su madre, Josefa Burguete.